# Девлет Ґерай (калга)
Девлет Ґерай (Гірей) (крым. Devlet Geray , دولت كراى ‎ пом. 13 листопада 1631) — нуреддін (1608–1610) і калга (1610–1623, 1628–1631) Криму, син нуреддіна Шакая Мубарека Ґерая, онук кримського хана Девлета II Ґерая.

## Біографія
Царевич Шакай Мубарек Ґерай (батько Девлета), колишній нуреддін у 1584 — 1588 роках, у 1588 році змушений був залишити Крим і проживав у Черкесії, де й помер у 1593 році. Матір'ю Девлета Ґерая була Дур-біке, дочка черкеського князя з роду Беслені.
У 1608 османський султан Ахмед I призначив новим кримським ханом Селямета I Ґерая (1608-1610), молодшого сина Девлета I Ґерая. Селямет I Ґерай призначив калгою і нуреддіном братів Мехмеда Ґерая та Шахіна Ґерая. Царевичі Джанібек Ґерай та Девлет Ґерай разом зі своєю матір'ю повернулися з Черкесії до Криму. Селямет одружився з Дур-біке та всиновив двох її синів.
У 1608 році брати Мехмед і Шахін Ґераї організували змову проти хана Селямета I Ґерая, який встиг розкрити цю змову. Мехмед і Шахін Ґераї втратили свої посади і втекли з Криму на Кавказ. Селямет I Ґерай призначив Джанібека Ґерая новим калгою, яке молодшого брата Девлета Ґерая — нуреддином.
У 1610 році після смерті Селямета I Ґерая на вакантний кримський престол стали претендувати Джанібек Ґерай та Мехмед Ґерай . Спочатку Мехмед Ґерай захопив Бахчисарай та оголосив себе новим ханом. Джанібек і Девлет Ґераї втекли зі столиці в Кафу, під захист турецького паші. Суперники Джанібек Ґерай та Мехмед Ґерай відправили посольства до султанського двору до Стамбула, домагаючись свого затвердження на ханському престолі. Султан Ахмед I признач новим кримським ханом Джанібека Ґерая і відправив йому на допомогу в Кафу турецьке військо. У тому ж 1610 роцф за підтримки турецького війська Джанібек здобув перемогу над своїм противником Мехмедом Ґераєм і зайняв Бахчисарай, де був зведений на ханський престол. Джанібек Ґерай передав посаду калги своєму молодшому братові Девлет Ґераю.
У серпні 1617 року на вимогу уряду Османа хан Джанібек Ґерай, залишивши свого брата Девлета Ґерая в Криму, з 10-тисячним кримськотатарським військом переправився в Синоп і взяв участь в ірано-турецькій війні. У вересні 1617 року за наказом султана калга-султан Девлет Ґерай здійснив руйнівний похід на південні річпосполитські володіння. Кримці спустошили околиці Канева та Білої Церкви, а ногайці ходили під Львів.
Влітку 1618 року Девлет Ґерай очолив новий кримський похід на південні річпосполитські володіння. Кримськотатарське військо напало на річпосполитський табір під Кам'янцем, але було відбито. Натомість окремі татарські та ногайські загони розорили околиці Вінниці, Бара, Тарнополя, Синявця, Дубно та Львова.
У 1620 році хан Джанібек Ґерай відправив у новий похід на Річ Посполиту військо під проводом Девлета Ґерая та Кантемір-мурзи. Кримці та ногайці спустошили Поділля та Брацлавщину. Похід завершився розгромом річпосполитського війська під командуванням великого гетьмана коронного Станіслава Жолкевського битві під Цецорою в Молдавії. Кримські татари отримали багату здобич та знатних бранців, яких пізніше було звільнено за великий викуп.
Наступного 1621 року калга Девлет Ґерай брав участь у великому поході Джанібека Ґерая на південні річпосполитські володіння. Кримська армія з'єдналася з турецькою та брала участь у битві з польсько-козацьким військом під Хотином. Хотинська битва закінчилася поразкою турецько-кримської армії, яка зазнала великих втрат убитими та пораненими.
Навесні 1623 року новий турецький султан Мустафа I (1622-1623) відсторонив від влади Джанібека Ґерая і призначив новим кримським ханом Мехмеда III Ґерая. Колишній хан Джанібек Ґерай разом із калгою Девлетом Ґераєм пішов у турецькі володіння.
Навесні 1624 року османський султан Мурад IV (1623-1640) оголосив про скинення хана Мехмеда III Ґерая і повернення ханського престолу Джанібеку Ґераю. Джанібек зі своїм братом Девлетом Ґераєм у супроводі турецького війська висадився у Кафе. Проте Мехмед III Ґерай і калга Шахін Ґерай зібрали кримськотатарські сили та відмовилися виконувати султанський наказ. У битві під Карасубазаром кримці розгромили турецьке військо і захопили фортецю Кафу. Джанібек та Девлет Ґераї із залишками турецьких сил втекли на кораблях до Варни.
У червні 1628 року турецький уряд вдруге оголосив новим кримським ханом Джанібека Ґерая. 21 червня Джанібек Ґерай і колишній калга Девлет Ґерай з великим турецьким військом висадився в Кафе, обложеній ханом Мехмедом III Ґераєм та калгою Шахін Ґераєм. Кримськотатарські мурзи зі своїми загонами зрадили Мехмеду III і перейшли на бік Джанібека. Джанібек Ґерай на чолі турецько-татарської армії виступив із Кафи і зайняв Бахчисарай, де вдруге зайняв ханський престол. Девлет Ґерай був повторно призначений калгою. Мехмед і Шахін Ґераї, втративши підтримку кримської знаті та втекли до Запоріжжя. Запорізькі козаки обіцяли надати їм свою військову допомогу у боротьбі за повернення влади у Кримському ханстві. Восени 1628 року і навесні 1629 року калга Девлет Ґерай брав участь у відбитті двох військових походів Мехмеда та Шахіна Ґераїв на чолі запорізьких козаків та ногайців на Кримське ханство.
Восени 1629 року калга Девлет Ґерай зробив великий набіг на південні володіння Речі Посполитої. З'єднавшись з буджацькою ордою під командуванням Кантемір-мурзи, Девлет Ґерай спочатку рушив до Молдови, а звідти раптово вторгся на Поділля та Галичину. Кримці та ногайці почали руйнувати прилеглі містечка та селища, вбиваючи та полонивши місцеве населення. Великий коронний стражник Стефан Хмелецький із коронними хоругвами та реєстровий гетьман Григорій Чорний із козацькими полками знищували окремі кримські та ногайські загони, що розсіялися для пограбування та захоплення бранців. У битві під Бурштином жовніри та українські козаки вщент розбили головний семитисячний кримськотатарський «загін» під керівництвом сина Кан-Темира. Переможці перебили більшість кримців та звільнили десять тисяч бранців. У цьому невдалому поході кримські татари та ногайці втратили вбитими та полоненими до п'ятнадцяти тисяч людей. Серед убитих знаходився син Кан-Темира, а в полон потрапив царевич Іслам Ґерай. У січні 1630 року кримські татари повернулися до Криму, не привівши із собою жодного бранця.
У листопаді 1631 калга Девлет Ґерай помер, не залишивши після себе спадкоємців. Новим калгою був призначений колишній нуреддін Азамат Герай (1631-1632), син кримського хана Селямета I Ґерая (1608-1610).